# Чхунхе (ван Корё)
Чхунхе-ван (кор. 충혜왕, 忠惠王, Chunghye-wang) или Хёджон — 28-й государь (ван) корейского государства Корё, правивший в 1330—1332 и 1339—1344 годах. Имя — Чон. Монгольское имя — Будашири (кор. Потхапсилли, хангыль 부다시리, ханча 寶塔實里).
Посмертные титулы — Чхунхе Хонхё-тэван.

### В культуре
Чхунхе-ван послужил прообразом одного из главных героев южнокорейского исторического сериала «Императрица Ки» (2013—2014 г.) - короля Корё Ван Ю, роль которого исполнил актер Чу Чжин Мо.